# ハンドボールチュニジア代表
ハンドボールチュニジア代表はチュニジアハンドボール連盟(FTHB)によって編成されるチュニジアのハンドボールナショナルチームである。アフリカハンドボール連盟(CAHB)に所属する。アフリカ選手権においては最多となる10回の優勝を果たしており、アフリカにおいて強豪国の地位を確立している。

## 成績

### オリンピック
- 1972年 - 16位
- 2000年 - 10位
- 2012年 - 8位
- 2016年 - 12位

### 世界選手権
- 1967年：15位
- 1995年：15位
- 1997年：16位
- 1999年：12位
- 2001年：10位
- 2003年：14位
- 2005年：4位
- 2007年：11位
- 2009年：17位
- 2011年：20位
- 2013年：11位
- 2015年：15位
- 2017年：19位
- 2019年：12位
- 2021年：25位

### アフリカ選手権
- 1974年：優勝
- 1976年：優勝
- 1979年：優勝
- 1981年：3位
- 1983年：3位
- 1985年：3位
- 1987年：3位
- 1989年：3位
- 1991年：3位
- 1992年：2位
- 1994年：優勝
- 1996年：2位
- 1998年：優勝
- 2000年：3位
- 2002年：優勝
- 2004年：2位
- 2006年：優勝
- 2008年：2位
- 2010年：優勝
- 2012年：優勝
- 2014年：2位
- 2016年：2位
- 2018年：優勝
- 2020年：2位
- 2022年：4位